# 広瀬豊作
広瀬 豊作（ひろせ とよさく、旧字体：廣瀨豐作、1891年11月17日 - 1964年4月12日）は、大正・昭和期の大蔵官僚。鈴木貫太郎内閣での大蔵大臣。石川県金沢市出身。位階および勲等は正三位勲一等。

## 経歴

青年時代の写真

元加賀藩士広瀬嘉次馬の5男として生まれる。金沢一中（同級にミッドウェー海戦にて戦死した航空母艦「加賀」艦長・岡田次作海軍少将がいる）、第一高等学校を経て、1917年に東京帝国大学独法科を卒業する。同年7月大蔵省に入省。同期には大蔵次官を後に務めた賀屋興宣と大野龍太がいた。広瀬は大蔵官僚として主に理財畑を歩み、1929年預金部運営課長及び国債課長、1932年大臣官房文書課長を歴任、この間に寺内内閣や清浦内閣の大蔵大臣を務めた勝田主計の娘を妻とする。
1936年3月に理財局長、5月に主計局長に任ぜられ、1937年には初代預金部資金局長となる。馬場鍈一・結城豊太郎両大蔵大臣の片腕として活躍し、1940年の第2次近衛内閣成立後は河田烈大蔵大臣の下で大蔵次官を務めた。
1941年に退官して弁護士を開業するが、太平洋戦争が開戦すると陸軍の要請を受けて南方軍軍政顧問としてシンガポールに赴任する。1945年、鈴木貫太郎は組閣に際して広瀬の義父で財政のベテランである勝田主計に大蔵大臣就任を要請するが、勝田は高齢を理由にこれを辞退して娘婿の広瀬を推挙、これを受けた広瀬は大蔵大臣に就任して太平洋戦争末期の財政運営にあたった。
広瀬は太平洋戦争終結を受けて鈴木貫太郎内閣が退陣したことに伴い、大蔵大臣を退いた後、公職追放となるものの、1948年に日野ヂーゼル工業会長に迎えられて1961年まで務めたほか、前田育徳会理事長を務めた。1964年4月12日没。戒名は法明院殿南臺日豊大居士。墓所は渋谷区神宮前の妙円寺。

## 栄典
- 1940年（昭和15年）8月15日 - 紀元二千六百年祝典記念章[2]